# Prats-de-Carlux
 Prats-de-Carlux  (en occitano Prats de Carluç) es una población y comuna francesa, situada en la región de Aquitania, departamento de Dordoña, en el distrito de Sarlat-la-Canéda y cantón de Carlux.

## Demografía
| 356 | 354 | 323 | 437 | 420 | 420 |
| Para los censos de 1962 a 1999 la población legal corresponde a la población sin duplicidades (Fuente: INSEE [Consultar]) |     |     |     |     |     |